# Gabi Rennie
Gabrielle Rose Rennie (7 luglio 2001) è una calciatrice neozelandese, attaccante dell'Indiana Hoosiers e della nazionale neozelandese.

## Carriera

### Club e calcio universitario
Rennie si appassiona al calcio fin da giovanissima, iniziando l'attività già a 5 anni con il Waimakariri United, società di Rangiora che ha negli anni formato giovani future nazionali, dove rimane fino al 2018.
In quell'anno si trasferisce al Canterbury United Pride di Christchurch, società iscritta al New Zealand Women's National League, il livello di vertice del campionato neozelandese femminile di calcio, vestendo la sua maglia per tre stagioni consecutive e condividendo con le compagne la conquista di altrettanti titoli nazionali nel 2018, 2019 e 2020.
Nel 2020 decide di trasferirsi negli Stati Uniti d'America per approfondire gli studi all'Indiana University Bloomington, affiancando il percorso scolastico a quello agonistico vestendo la maglia della formazione di calcio femminile dell'istituto, le Indiana Hoosiers, squadra iscritta alla Division I del National Collegiate Athletic Association (NCAA).

### Nazionale
Rennie viene convocata dalla Federcalcio neozelandese (NZF) fin dal 2017, chiamata dal tecnico federale Leon Birnie per vestire la maglia della formazione Under-16 durante il campionato oceaniano di Samoa 2017. In quell'occasione gioca tutti i 5 incontri della sua nazionale, condividendo con le compagne l'evidente superiorità tecnica della Nuova Zelanda che, con risultati tennistici, supera tutte le avversarie, vincendo con il risultato di 6-0 la finale con la Nuova Caledonia, conquistando il quarto titolo continentale di categoria e l'accesso al Mondiale di Uruguay 2018 da disputare con una formazione Under-17.
Confermata in rosa con la squadra che disputa il torneo, Rennie scende in campo in tutti i 6 incontri della Nuova Zelanda, con la sua nazionale che dimostra la sua competitività chiudendo al secondo posto il gruppo A nella fase a gironi, superando ai rigori il Giappone ai quarti di finale, venendo quindi sconfitta 2-0 dalla Spagna, squadra che poi vincerà in quest'occasione il suo primo mondiale, e conquistando infine il posto d'onore battendo 2-1 il Canada nella finale per il 3º posto.
Sempre del 2018 è la sua prima convocazione con la Under-20, inserita in rosa dal tecnico Gareth Turnbull con la squadra che disputa il Mondiale di Francia 2018. In quell'occasione Rennie scende in campo in uno solo dei tre incontri disputati dalla Nuova Zelanda nel gruppo A della prima fase eliminatoria, nel solo pareggio a reti inviolate con le padrone di casa della Francia, con la squadra che perdendo gli incontri con Spagna per 2-1 e Spagna per 1-0 viene eliminata già alla fase a gironi.
In seguito veste anche la maglia della Under-19, nell'ultimo trofeo ufficiale che vede quella formazione disputare le qualificazioni al successivo mondiale Under-20, quello di Nigeria 2020/2021, poi annullato a causa delle restrizioni nella pandemia di COVID-19. Le ultime modifiche al regolamento FIFA per i successivi mondiali consentono alla NZF di disputare l'edizione 2019 del campionato oceaniano di categoria per l'ultima volta con una Under-19, diventando un torneo Under-20 da quella 2022.
Entrata infine nel giro della nazionale maggiore, Rennie viene selezionata dal commissario tecnico Tom Sermanni e inserita nella lista delle 22 convocate, dove risulta la più giovane, per il torneo di calcio femminile alle Olimpiadi di Tokyo 2020 comunicata ufficialmente il 25 giugno 2021 dalla NZF.. Sermanni la impiega in tutti i tre incontri del girone G della fase a gironi prima dell'eliminazione della Nuova Zelanda, con Rennie che nella giornata inaugurale del torneo, il 21 luglio, fa il suo debutto ufficiale siglando inoltre la prima delle due uniche reti neozelandesi del torneo, quella che al 91' riduce lo svantaggio fissando il risultato sul 2-1 con le avversarie dell'Australia.

## Palmarès

### Club
- Campionato neozelandese femminile: 3

Canterbury United Pride: 2018, 2019, 2020

### Nazionale
- Campionato oceaniano femminile Under 19 di calcio: 1

2019
- Campionato oceaniano femminile Under 16 di calcio: 1

2017